# Надлишковий код
Надлишковий код (англ. Erasure code) — в теорії кодування завадостійкий код, здатний відновити цілі пакети даних у разі їх втрати. Такий код дозволяє боротися з витоками даних під час передачі каналами зв'язку або роботі з пам'яттю. Зазвичай він використовується, коли точна позиція втрачених даних відома апріорі.

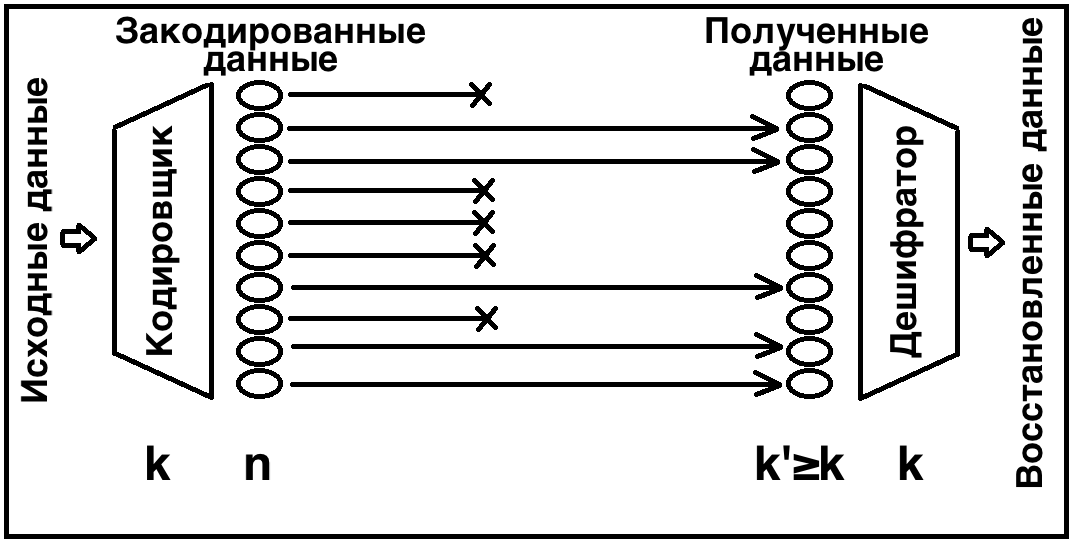
Графічне представлення процесів кодування та декодування

## Принцип роботи
Надлишковий код перетворює повідомлення з {\displaystyle k} символів у довше повідомлення (кодове слово) з {\displaystyle n} символів так, що вихідне повідомлення може бути відновлено за {\displaystyle k'} будь-якими символами. Такий код називається {\displaystyle (n,k)} кодом, вираз {\displaystyle r=k/n} — кодовою часткою, вираз {\displaystyle k'/k} — ефективністю прийому.
Надлишковий код зазвичай використовується на верхніх рівнях стека протоколів каналів передачі та зберігання інформації.

## Оптимальний надлишковий код
Оптимальний надлишковий код відрізняється тим, що будь-яких {\displaystyle k} з {\displaystyle n} символів кодового слова достатньо для відновлення вихідного повідомлення, тобто вони мають оптимальну ефективність прийому.

### Перевірка парності
Розглянемо випадок, коли {\displaystyle n=k+1}. За допомогою набору з {\displaystyle k} значень {\displaystyle \{v_{i}\}_{1\leq i\leq k}} обчислюється контрольна сума та додається до {\displaystyle k} вихідних значеннь:
{\displaystyle v_{k+1}=-\sum _{i=1}^{k}v_{i}} .
Тепер у набір {\displaystyle \{v_{i}\}_{1\leq i\leq k+1}} з {\displaystyle k+1} значень включено контрольну суму. У разі втрати одного із значень {\displaystyle v_{e}}, його можна буде з легкістю відновити за допомогою підсумовування:
{\displaystyle v_{e}=-\sum _{i=1,i\neq e}^{k+1}v_{i}} .
Більш складні комбінації шуканих і отримуваних значень є Граф Таннера.

### Лінійний код
Важливим підкласом надлишкового коду є лінійний код. Його назва пов'язана з тим, що він може бути проаналізований за допомогою лінійної алгебри. Нехай {\displaystyle x=x_{0}\dots x_{k-1}} — вихідні дані, {\displaystyle G} — матриця розміру {\displaystyle n\times k} тоді закодовані дані {\displaystyle (n,k)} — коди можуть бути представлені як {\displaystyle {\vec {y}}=G{\vec {x}}}. Припустимо, що приймач отримав {\displaystyle k} компонент вектора {\displaystyle {\vec {y}}}, тоді вихідні дані можуть бути відновлені за допомогою {\displaystyle k} рівнянь, пов'язаних із відомими компонентами вектора {\displaystyle {\vec {y}}}. Нехай матриця {\displaystyle G'} розміру {\displaystyle k\times k} відповідає цій системі рівнянь. Відновлення можливе, якщо всі ці рівняння лінійно незалежні і в загальному випадку це означає, що будь-яка матриця розміру {\displaystyle k\times k} оборотна. Матриця {\displaystyle G} називається генеруючою матрицею коду, тому що будь-який допустимий {\displaystyle {\vec {y}}} може бути отриманий як лінійна комбінація стовпців матриці {\displaystyle G}. Оскільки її ранг дорівнює {\displaystyle k}, то будь-яка підмножина з {\displaystyle k} закодованих елементів має містити інформацію про всі {\displaystyle k} вихідних даних. Для отримання вихідних даних необхідно вирішити лінійну систему: {\displaystyle {\vec {y'}}=G'{\vec {x}}}, де {\displaystyle {\vec {y'}}} — підмножина з {\displaystyle k} елементів вектора {\displaystyle {\vec {y}}}, доступних на приймачі.

### Поліноміальнапередискретизація

#### Приклад: Несправна електронна пошта (англ.Faulty e-mail)
У випадку, коли {\displaystyle k=2} надлишкові символи можуть бути створені як проміжні точки на відрізку, що з'єднує два вихідні символи. Це показано на простому прикладі, який називається несправною електронною поштою:

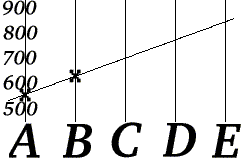
Аліса порахувала значення і

Аліса хоче надіслати свій телефонний номер (555629) Бобу, використовуючи несправну електронну пошту. Цей вид пошти працює так само, як звичайна електронна пошта, за таким винятком:
1. Близько половини всіх повідомлень губляться.
2. Повідомлення довші за 5 символів заборонені.
3. Це дуже дорого.

Замість того, щоб запитати у Боба підтвердження повідомлення, яке вона надіслала, Аліса вигадує таку схему:
1. Вона розбиває свій телефонний номер на дві частини {\displaystyle a=555,b=629} і надсилає 2 повідомлення Бобу — «A = 555» і «B = 629»
2. Вона будує лінійну функцію {\displaystyle f(i)=a+(b-a)(i-1)}, у цьому прикладі {\displaystyle f(i)=555+74(i-1)}. Таким чином {\displaystyle f(1)=555} і {\displaystyle f(2)=629}.
3. Вона вважає значення {\displaystyle f(3)=703,f(4)=777} і {\displaystyle f(5)=851}, а потім відправляє три надлишкові повідомлення: «C=703», «D=777» і «E=851».

Боб знає, що вираз для {\displaystyle f(k)} наступне {\displaystyle f(i)=a+(b-a)(i-1)}, де {\displaystyle a} і {\displaystyle b} — дві частини телефонного номера. Тепер припустимо, що Боб отримує «D = 777» і «E = 851».

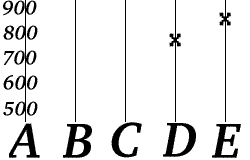
Боб отримує два повідомлення з і

Боб може відновити телефонний номер Аліси за допомогою {\displaystyle a} і {\displaystyle b}, використовуючи значення {\displaystyle f(4)} і {\displaystyle f(5)}, які він отримав. Більш того, він може це зробити, використовуючи два будь-які отримані повідомлення. Отже, у цьому прикладі кодова частка дорівнює 40 %. Зауважимо, що Аліса не може закодувати свій номер телефону лише в одному повідомленні такої пошти, оскільки він складається з 6 символів, а максимальна довжина одного повідомлення — 5 символів. Якби вона відправляла свій номер телефону частинами, запитуючи підтвердження кожної частини від Боба, то було б відправлено мінімум 4 повідомлення (два від Аліси і два підтвердження від Боба).

#### Загальний випадок
Наведена вище лінійна конструкція може бути узагальнена до поліноміальної інтерполяції. У такому разі крапки тепер обчислюються над кінцевим полем {\displaystyle \mathbb {F} _{2^{m}}}, де {\displaystyle m} — число біт у символі. Відправник нумерує символи даних від {\displaystyle 0} до {\displaystyle k-1} і посилає їх. Потім він будує, наприклад, інтерполяційний многочлен Лагранжа {\displaystyle p(x)} степеня {\displaystyle k}, так що {\displaystyle p(i)} дорівнює {\displaystyle i} -ому символу даних. Потім він відправляє {\displaystyle p(k),\ldots ,p(n-1)}. За допомогою поліноміальної інтерполяції одержувач зможе відновити втрачені дані у разі, якщо він успішно прийняв {\displaystyle k} символів.

#### Реалізація у реальному світі
Цей процес реалізований у Коді Ріда — Соломона з кодовими словами, сконструйованими над кінцевим полем при використанні визначника Вандермонда.

## Майже оптимальний надлишковий код
Майже оптимальний надлишковий код вимагає {\displaystyle (1+\varepsilon )k} символів, щоб відновити повідомлення (де {\displaystyle \varepsilon >0}). Величина {\displaystyle \varepsilon } може бути зменшена за рахунок додаткового часу роботи процесора. При використанні таких кодів необхідно вирішити, що краще: складність обчислень або можливість корекції повідомлень. У 2004 році існував тільки один майже оптимальний надлишковий код з лінійним часом кодування та декодування — код Торнадо.

## Застосування
Надлишкові коди застосовуються в:
- Reliable Multicast[en] (наприклад, у групі з надійного мультимовлення IETF)
- 3GPP (MBMS та eMBMS (Multimedia Broadcast Multicast Service[en])
- однорангові мережі, наприклад, для вирішення проблеми передачі останнього блоку даних
- Розподільні сховища.

## Приклади
Тут наведено деякі приклади різних кодів.
Майже оптимальні надлишкові коди
- Код із малою щільністю перевірок на парність

Оптимальні надлишкові коди
- Біт парності
- Код Ріда — Соломона